# Битва в море Бисмарка
Би́тва в мо́ре Би́смарка (англ. Battle of the Bismarck Sea) — комбинированная атака военно-воздушных сил Армии США и Королевских ВВС Австралии (англ. Royal Australian Air Force, RAAF) на японский конвой, состоявшаяся 2—4 марта 1943 года близ города Лаэ в Новой Гвинее.

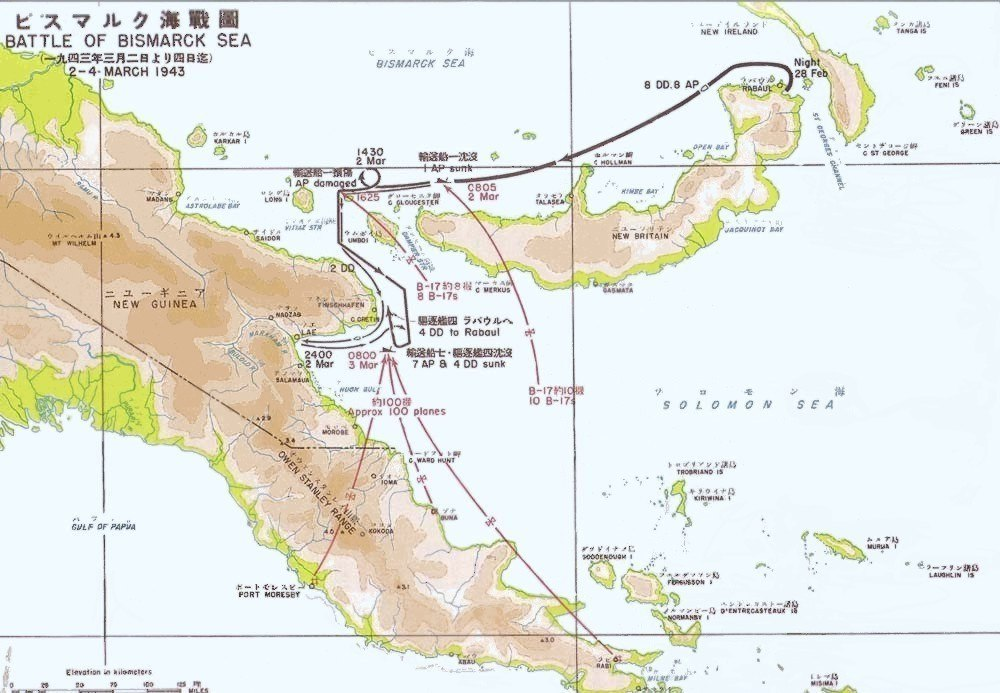
Карта сражения

## Ход сражения
В декабре 1942 года Генеральный штаб Императорского флота Японии принял решения укрепить свои позиции в Юго-Западной части Тихого океана. Для этого был разработан план перемещения около 6900 солдат из Рабаула непосредственно в Лаэ. План был рискованным, поскольку силы ВВС Союзников в данном регионе были значительными, но всё же было решено претворить его в жизнь, потому что в противном случае войскам пришлось бы высаживаться на значительном расстоянии от намеченной цели и, чтобы достичь цели назначения, проделать пеший путь в тяжёлых условиях болотистой, гористой и поросшей джунглями местности без дорог. 28 февраля 1943 года японский конвой, состоящий из восьми эсминцев и восьми войсковых транспортов с эскортом из примерно 100 истребителей, отправился из Симпсон-Харбор в Рабаул.
Союзники обнаружили подготовку к выходу конвоя, и военно-морские криптоаналитики в Мельбурне и Вашингтоне (округ Колумбия), расшифровали и перевели сообщения, указывающие цели маршрута конвоя и дату его прибытия. В союзных ВВС разработали новые методы, которые, как надеялось командование, повысят шансы на успешную атаку кораблей авиацией. Они обнаружили и сопровождали конвой, который продолжал путь в условиях устойчивых воздушных нападений 2—3 марта 1943 года. Последующие атаки торпедных катеров и самолётов были произведены Союзниками 4 марта. Все восемь транспортов и четыре из сопровождающих эсминцев были потоплены. Из 6900 военнослужащих, которые были крайне необходимы японцам в Новой Гвинее, только около 1200 добрались до Лаэ. Ещё 2700 были спасены эсминцами и подводными лодками и вернулись в Рабаул. Японцы не предприняли дальнейших попыток по укреплению Лаэ с помощью флота, что сильно затруднило их неудачные попытки остановить наступательные действия Союзников на Новой Гвинее.
Итоги данной операции стали поводом для обвинения австралийских и американских вооружённых сил в военном преступлении. Связано это с тем, что японцев спасающихся на баржах, лёгких катерах, шлюпках и других средств плавания, истребляли объединённые воздушные и морские силы союзников.